# Gräddbukig frötangara
Gräddbukig frötangara (Sporophila pileata) är en fågel i familjen tangaror inom ordningen tättingar.

## Utseende och läte
Gräddbukig frötangara är en mycket liten finkliknande fågel med en kort näbb. Hanen är mestadels gråbrun med anstrykning av kanelbrunt. Den har vidare svart hjässa, vingar och stjärt. Honan är brun ovan och ljus under. Den mycket lik hona svartkronad frötangara, men är gråare.

## Utbredning och systematik
Fågeln förekommer från östra Paraguay till södra Brasilien (södra Mato Grosso) och nordöstra Argentina. Tidigare betraktades den som en underart till svartkronad fröfink (S. bouvreuil). Den behandlas som monotypisk, det vill säga att den inte delas in i några underarter.

### Familjetillhörighet
Liksom andra finkliknande tangaror placerades denna art tidigare i familjen Emberizidae. Genetiska studier visar dock att den är en del av tangarorna.

## Levnadssätt
Gräddbukig frötangara bebor savann och gräsmarker. Där slår den ofta följe med andra fröätande fåglar.

## Status och hot
Arten har ett stort utbredningsområde, men tros minska i antal, dock inte tillräckligt kraftigt för att den ska betraktas som hotad. Internationella naturvårdsunionen IUCN listar arten som livskraftig (LC).